# 오계종
오계종(吳繼宗:1407~1459)은 조선 세종 때 집현전학사로서, 자는 백종(伯宗)이고, 호는 귀은(歸隱)이다. 아버지는 판중추원사(判中樞院事) 오승(吳陞)이고, 어머니는 정언 이진형의 딸 성주이씨이며, 생부(生父)는 통의대부 밀직사 오충(吳冲)이다.

## 생애

### 개요
1407년 서울에서 출생하고, 1427년(세종 9) 명경과에 합격하여 집현전학사가 되었다. 세종 9년(1427)에 20인의 집현전 학사 가운데 한사람으로 선발되어, 경적(經籍)을 토론하고 밝히는데 일익을  담당하였으나, 매번 학문의 길을 아직 이루지 못했다 하고 주상께 사퇴를 청해 물러나 성현의 도리를 궁구하고 당대의 명공석덕들과 강론하며 오직 학문에만 전념하였다. 주변에서는 출사를 권하여도 종내 듣지 않고 입지, 개과, 성찰, 지신, 문학, 출처 등의 대잠을 지어(29세) 스스로 힘쓰고 세상일에 얽매임이 없이 지내며 독곡 성석린(1338～1423), 경암 허조(1369～1439), 절재 김종서(1390～1453), 매죽 성삼문(1418～1456), 매월 김시습(1435～1493), 연빙 신석조(1407～1459) 등 사우들과 도의로써 교유하였다.(*1)

### 활동
단종 3년(1455) 단종의 손위 소식을 듣자 마침내 방장의 북쪽 운봉산 덕지리에 소정을 지어 ‘귀은’이라 편액하고 관도 쓰지 않고 세수도 않아 마치 나무꾼 같은 천한 백성으로 자처하여 본래의 성품을 잃은 것처럼 지냈다. 그러다가 단종이 귀향가고 여섯 신하가 죽음을 당하자 북쪽을 향해 크게 통곡하고는 마침내 곡기를 끊기를 열흘이 되었다. 이로 인해 병으로 눕자 가족들이 의원을 불러 치료하고자 하였지만 꾸짖고는 물리쳤다. 그 후 산곡에 거처하면서 한 개의 큰 단 아래 여섯 개의 단을 세워 주서를 구비하여 군신의 제사를 차례로 지내고 그 충분을 글로서 의탁해 고하였다.

### 사망
세조 5년(1459) 5월 20일 가족들을 불러놓고 어제 밤 꿈에 성삼문이 나를 불러서 함께 가던 도중에 잠을 깼으니 죽을 때가 된 모양이다 하고 죽은 후 초고로서 관곽을 삼아 장사지내고 작은 돌로 그 묘를 표시하여 귀은처사 동복 오아무개의 묘라 제하고 관작을 쓰지 말라 하였다. 대표적인 문헌집으로 귀은선생집이 있다.

## 귀은선생집

### 개요
2권 1책. 목활자본이다. 1914년 후손 오병묵(吳炳默)·오연보(吳然輔) 등이 편집, 간행하였다. 권두에 장석신(張錫藎)·기우만(奇宇萬)의 서문이 있고, 권말에 송호곤(宋鎬坤) 등 세 사람의 발문이 있다. 국립중앙도서관과 고려대학교 도서관 등에 있다.

### 구성
권1은 시 35수, 부(賦) 9편, 서(書) 15편, 잡저 4편, 서(序) 1편, 기 1편, 명(銘) 1편, 잠 9편, 제문 2편, 권2는 부록인 연보·통문·봉안문·상향축문(常享祝文)과 상량문·행장·묘갈명·묘지 각 1편 등으로 구성되어 있다.

### 내용
「지지선설(止至善說)」은 『대학』의 밝은 덕을 밝히고 지극히 선한 곳에 머물러야 한다는 설을 논변한 것이다. 그는 지선(至善)의 목적이 신민(新民)에 있고, 신민의 목적은 치국평천하(治國平天下)에 있다고 설명하면서, 궁극적인 목적을 달성하기 위해서는 먼저 몸을 닦아야 되고, 몸을 닦으려면 마음을 바로 가져야 한다고 하였다.
「불시고예설(不試故藝說)」에서는 공자가 학문만을 중히 여기고 기예를 천시한 데 대해 이의를 제기하고, 학문은 마음의 양식을 기르는 것이지만 기예는 물질적인 풍요를 가져오는 것이기 때문에, 민생의 이익을 도모하려면 기예를 소홀히 해서는 안 된다고 주장하면서, 황제(黃帝)가 배와 수레를 만들어 통행을 편리하게 했던 예를 들어 상기시키고 있다.

### 의의와 평가
조선 전기의 문집으로, 집현전과 사육신에 관련된 학사들과의 교유관계나 당시의 이면적인 시대상황을 이해하는데 적지 않은 정보와 시사를 주는 소중한 문헌으로 평가되고 있다.

## 사후
세조 5년(1459) 53세의 나이로 그가 죽은 후 군의 동쪽 묘동 천사림에 장사 지냈는데 정조 13년(1789)에는 고을의 선비들이 덕림원이란 사우를 세워 제향하였고, 철종 12년(1861)에는 나라에서 제수를 내리는 은총이 있었다.

## 가족관계
증조부-오선(고려 봉익대부 밀직사우문관판총부사, 구성군에 봉해짐)
증조모-부인 여산송씨(부:송잠-밀직사좌부승지)
- 조부-오중화(삼사좌복야, 검교참찬문하부사)
- 조모-영가군부인 권씨(부:권염-현부군,조부:권준-찬성사
  - 부-오승(대사헌, 판중추원사)
  - 모-진원군부인 윤씨
    - 본인-오계종(집현전학사)
    - 부인-완산이씨(부:이진형-정언)

  - 고모(안평대군(세종대왕 제3자)의 처조모)
  - 고모부-정홍(鄭洪)(안평대군의 처조부)

- - 고모부-윤저(익대좌명공신, 이조판서, 칠원군(漆原君)에 봉해짐)

## 문헌집
귀은선생문집(歸隱先生文集) 2권-국립중앙도서관 소장.
이일분수부(理一分殊賦)·만수일본부(萬殊一本賦)-『주역』의 근본 사상을 논함.
답신연수문목(答辛淵水問目)-중용과 성리학에 대한 질의·응답서
답임진사문목(答林進士問目)-중용과 성리학에 대한 질의·응답서
독황극경세설(讀皇極經世說)-송나라 소옹(邵雍)이 지은 『황극경세서(皇極經世書)』를 읽고 그 내용을 보충
호연장설(浩然章說)-『맹자』의 호연지기에 대해 설명

## 참고 문헌
(*1)『전남권문집해제(全南圈文集解題)』(전남대학교 인문과학연구소, 1997)
(*1)『춘강문고목록(春岡文庫目錄)』(전남대학교 호남한문학연구소, 2007)
한국학중앙연구원
한국학자료연구원-http://kostma.aks.ac.kr
귀은선생문집(歸隱先生文集)
한국민족문화대백과사전
『남원지(南原誌)』(남원지편찬위원회, 1992)